# Kosmonosy
Kosmonosy település Csehországban, a Mladá Boleslav-i járásban. Kosmonosy Bakov nad Jizerou, Mladá Boleslav, Plazy, Dolní Stakory és Bradlec településekkel határos. Lakosainak száma 5304 fő (2024. január 1.).

## Népesség
A település lakosságának változását az alábbi diagram mutatja:
| Lakosok száma | 2758 | 2852 | 3782 | 3992 | 3768 | 3885 | 4904 | 5093 | 4755 | 5304 |
|               | 1869 | 1890 | 1921 | 1950 | 1980 | 2001 | 2017 | 2019 | 2022 | 2024 |